# جیوه(I) هیدرید
هیدرید جیوه (به انگلیسی: Mercury hydride) با فرمول شیمیایی HgH یک ترکیب شیمیایی است. که جرم مولی آن ۲۰۱٫۶۰ g/mol می‌باشد. 